# هانتینگ گراند
هانتینگ گراند یک بازی ویدئویی در سبک ترس و بقا است که توسط شرکت کپ‌کام در سال ۲۰۰۵ برای کنسول پلی‌استیشن ۲ ساخته و منتشر شد. داستان بازی دربارهٔ «فیونا بلی»، دختری جوان است که پس از یک تصادف رانندگی، در سیاه‌چاله‌ای در یک قلعه اسرارآمیز بیدار می‌شود. او بلافاصله با سگی از نژاد وایت شپرد به نام «هیوئی»، دوست می‌شود و شروع به اکتشاف در قلعه و کشف اسرار این مکان و ساکنان آن می‌کند تا بتواند راهی برای فرار از آنجا پیدا کند. این بازی شباهت‌های بسیاری به بازی قبلی کپ‌کام در این سبک، برج ساعت ۳ دارد و به همین دلیل از آن به عنوان دنباله معنوی مجموعه بازی برج ساعت نیز یاد می‌شود.
بازیکن در حین کاوش در محیط، فیونا را کنترل می‌کند، از ساکنان قلعه که او را تعقیب می‌کنند، فرار می‌کند و پنهان می‌شود و در مواقعی با آن‌ها می‌جنگد. گاهی فیونا در هنگام خطر، وحشت‌زده می‌شود؛ در این صورت با سرعت به تنهایی شروع به دویدن می‌کند و بازیکن کنترل او را تا حدی از دست می‌دهد. هیوئی نقش مهمی در روند بازی دارد و فیونا را در طول بازی همراهی می‌کند؛ می‌توان به او دستور داد که محیط را کشف کند، به دشمنان حمله کند یا به زنده‌ماندن فیونا کمک کند. کپ‌کام در هنگام توسعه بازی، با تصور اینکه ممکن است وجود یک قهرمان زن به تنهایی باعث علاقه و جلب نظر فروشندگان و بازیکنان نشود، به فکر ساخت و اضافه کردن یک شخصیت همراه در کنار کاراکتر اصلی افتاد.
هانتینگ گراند با واکنش‌های متفاوتی از سوی منتقدان همراه بود؛ گرافیک و ظاهر بازی مورد تحسین قرار گرفت، اما منتقدان روند بازی را تا حدودی تکراری، قابل پیش‌بینی و برگرفته از عنوان‌های ترسناک پیشین می‌دانستند. طبیعت تماشاگری جنسی بازی و شیءانگاری جنسی فیونا از نظر منتقدان به عنوان برخی از عناصر برجسته بازی شناخته شد؛ به عقیدهٔ آن‌ها، نمایان ساختن فیونا به عنوان یک هدف آسیب‌پذیر، باعث می‌شود بازیکن احساس خطر بیشتری کند و فضای نگران کننده‌تری در بازی ایجاد شود.

## گیم‌پلی

هیوئی درحال حمله به دبیلیتِس، پس از شنیدن دستور از فیونا.

هانتینگ گراند یک بازی ویدئویی در سبک ترس و بقا است که گیم‌پلی مشابه‌ای با بازی برج ساعت ۳ (۲۰۰۲) دارد. بازیکن شخصیت «فیونا بلی» را کنترل می‌کند و قادر به فرمان دادن به سگ همراه او، «هیوئی» است. فیونا قادر به دویدن، مانور به عقب و لگد زدن است که این اقدام‌ها باعث کاهش میزان استقامتش می‌شود.: ۱۳–۱۲  او توانایی پنهان شدن از چنگ دشمن تعقیب کننده‌اش را در مکان‌هایی معین (به‌طور مثال زیر تخت) دارد و گاهی می‌تواند در مکان‌های خاصی با دشمنانش مبارزه کند، اگرچه برخی از این مکان‌ها تنها یک‌بار قابل استفاده می‌باشند.: ۱۹–۱۸  از دست‌دادن بیش از حد میزان استقامت باعث خستگی فیونا خواهد شد و در نتیجه حرکات او آهسته شده یا به‌طور کامل متوقف می‌شود. خستگی فیونا با انجام کارهایی خاص، به دست آوردن برخی آیتم‌ها یا با گذشت زمان قابل احیا است.: ۱۵–۱۴  او با بررسی آیتم‌ها و باز نمودن درها با محیط تعامل دارد.: ۱۳–۱۲ 
فرمان به هیوئی بخش جدایی‌ناپذیر از روند بازی هانتینگ گراند است. در ابتدای بازی، او رفتار دوستانه‌ای ندارد و به‌طور کامل از دستورهای فیونا اطاعت نمی‌کند. بازیکن برای بقا در طول بازی باید رابطه‌ای دوستانه با او برقرار کرده و اعتمادش را به خود جلب کند.: ۱۷–۱۶  به هیوئی می‌توان فرمان پیداکردن آیتم‌ها، بررسی مکان‌های مشکوک، حمله به دشمنان و بازگشتن به سوی فیونا را داد.: ۱۷–۱۳٬۱۶–۱۲  بازیکن همچنین می‌تواند با نوازش و تغذیه هیوئی را تحسین کند که هر دو عمل باعث تجدید قوا و نشاط او می‌شود؛: ۲۱–۱۳٬۲۰–۱۲  به‌علاوه در زمانی که به فرمان‌ها گوش نمی‌دهد می‌توان او را سرزنش کرد.: ۱۷–۱۶ 
دشمنان می‌توانند صدای پا و صداهای دیگر را بشنوند.: ۲۳–۲۲  وقتی فیونا در موقعیت خطرناکی قرار می‌گیرد، ممکن‌است دچار وحشت شود؛ در طول این حالت، دید بازیکن تار می‌شود، منو بازی باز نمی‌شود و فیونا خارج از کنترل شروع به دویدن می‌کند که باعث می‌شود زمین بخورد یا به دیوارها برخورد کند. حالت وحشت با گذشت زمان و دور شدن از خطر تمام می‌شود یا می‌توان از آیتم‌های خاصی برای آرام کردن سریع‌تر او استفاده کرد. گوی‌های درخشانی به نام «لومینسنت» وجود دارند که فیونا را در حالت وحشت قرار می‌دهند و دشمنان را به سمت او جذب می‌کنند. اگر فیونا آسیب زیادی را متحمل شود، سرعتش به شدت کاهش می‌یابد و نمی‌تواند فرار کند، که در نهایت ممکن‌است بمیرد. گذشت زمان و آیتم‌ها می‌تواند او را به وضعیت عادی بازگرداند.: ۱۵–۱۴ در حالی که از برخی آیتم‌ها برای درمان فیونا و هیوئی استفاده می‌شود، برخی دیگر برای آسیب رساندن به دشمنان کاربرد دارند؛ مواردی را می‌توان پرتاب کرد و مواردی دیگر را به عنوان تله برای دشمن قرار داد.: ۱۹–۱۸  برخی از اقلام با جستجو یافت می‌شوند، در حالی که برخی دیگر را می‌توان در اتاق‌هایی مخصوص ساخت.: ۲۱–۲۰ 

## داستان
فیونا بلی، دختری ۱۸ ساله است که به تازگی وارد دانشگاه شده و مدتی از خانواده خود دور بوده‌است. هنگام دیدار با والدینش، اوگو و اِیلا، آن‌ها دچار یک تصادف رانندگی می‌شوند و سپس فیونا به تنهایی در قفسی در سیاه‌چال یک قلعه بیدار می‌شود.: ۹–۸  او از آن حادثه چیز مشخصی به یاد ندارد؛ سپس قفسی که در آن زندانی بوده را باز شده می‌بیند و از آن بیرون می‌آید تا راهی برای خروج از قلعه پیدا کند. کمی بعد، او با سگی از نژاد وایت شپرد به نام هیوئی دوست می‌شود. درحالی که فیونا شروع به کشف رمز و راز قلعه می‌کند، متوجه می‌شود که او حامل «اَزوت» است؛ یک ماده کیمیایی، که به دلایل نامعلومی، ریکاردو، نگهبان قلعه، به دنبال آن است.
اولین دشمنی که فیونا با آن روبرو می‌شود دبیلیتِس است؛ باغبان قوی‌هیکل قلعه که مشکل ذهنی دارد و تصور می‌کند فیونا، یکی از عروسک‌های اوست. فیونا با راهنمایی مردی مرموز به نام لورنزو متوجه می‌شود که برای فرار از قلعه، به کلیدی نیاز دارد که در کلیسای کوچکِ قلعه پیدا می‌شود. با این حال، پس از گرفتن کلید، دبیلیتس، فیونا و هیوئی را گیر می‌اندازد و آن‌دو مجبور به درگیری با او می‌شوند. آنها دبیلیتس را شکست می‌دهند، اما بلافاصله دشمن بعدی، دانیِلا، خدمتکاری سنگدل آن‌ها را پیدا می‌کند. دانیلا به توانایی فیونا در بوییدن، چشیدن، لمس کردن، احساس کردن، تجربه لذت و به خصوص باروری او، حسادت می‌کند. او پس از چند بار درگیری با آن‌ها، با شکسته‌شدن پنجره‌ای سقفی و فرورفتن تکه شیشه بزرگی در بدنش، می‌میرد.
سومین تعقیب‌کننده، ریکاردو است که همیشه یک تفنگ چخماقی همراه خود دارد. در بیشتر بازی، ریکاردو صورت خود را زیر کلاه هودی‌اش مخفی نگه می‌دارد. فیونا پس از افشا شدن چهره ریکاردو، از دیدن چهره او که شبیه پدرش است شوکه می‌شود. ریکاردو توضیح می‌دهد که او و پدرش، اوگو، همسان و همزاد هم (کلون) هستند. او برای انتقام‌گرفتن از اوگو به دلیل ترک قلعه و ازدواج با مادر فیونا، اوگو را در آن تصادف رانندگی به قتل رسانده‌است. ریکاردو قصد دارد به وسیلهٔ رَحِم فیونا و با استفاده از اَزوت او، از او برای تولد دوباره‌اش استفاده کند تا بتواند برای همیشه زنده بماند. درگیری آن‌ها در بالای یک برج آبی با حمله هیوئی به ریکاردو، که باعث سقوط او از برج می‌شود، خاتمه می‌یابد.
دشمن نهایی، لورنزو است که به نظر تا قبل از این یک دوست بود، اما اکنون فیونا را به شکل‌های مختلف تهدید می‌کند. فیونا ابتدا او را به عنوان یک مرد مسن و فلج ملاقات می‌کند. او به فیونا می‌گوید که ریکاردو همیشه بچه نافرمانی بوده و او هم ریکاردو و هم اوگو را در تلاش برای یافتن بدنی با اَزوتی که بتواند از آن برای به دست آوردن جاودانگی خود استفاده کند، خلق کرده‌است. اوگو آن آزوت را داشت، اما قلعه را ترک کرد تا با اِیلا ازدواج کند. حال با مرگ ریکاردو و اوگو، لورنزو معتقد است که فیونا متعلق به اوست، بنابراین او می‌تواند ازوتی را که فیونا از پدرش به ارث برده‌است، بگیرد. او برای به‌دست آوردن فیونا تلاش می‌کند، اما فیونا او را در یک دستگاه سنگ خورد کن له می‌کند. با این وجود، فیونا کمی بعد با لورنزو که جوان و زنده شده‌است، مواجه می‌شود؛ لورنزو پیش از تعقیب فیونا و قبل از اینکه له شود، با استفاده از بدن و ازوت ریکاردو که سقوط کرده بود، در جسم او زندگی دوباره پیدا کرده‌است. فیونا با کمک هیوئی، لورنزو جوان را به ظاهر شکست می‌دهند و او در گودالی از گدازه می‌افتد. در این هنگام، قلعه شروع به لرزیدن و فروریختن می‌کند و لورنزو در قالب یک اسکلت شعله‌ور برمی‌گردد. او در حالی که فیونا به دنبال راه خروج است به دنبال او می‌رود و سعی می‌کند جلوی فرار او را بگیرد، اما وقتی به در می‌رسند، لورنزو سرانجام می‌میرد و فیونا و هیوئی قلعه را ترک می‌کنند.
بازی دارای چندین پایان بر اساس تصمیمات بازیکن است: اگر دبیلیتِس زنده بماند، در دروازه خروجی قلعه با فیونا و هیوئی روبرو می‌شود که به آنها اجازه می‌دهد با آرامش از آنجا خارج شوند، در غیر این صورت او حضور پیدا نمی‌کند. اگر بازی حداقل یک بار تمام شده‌باشد و دبیلیتس زنده بماند، فیونا و هیوئی با کمک او می‌توانند در اوایل بازی قلعه را ترک کنند و لورنزو با رفتن آنها در وضعیتی ناامیدانه نشان داده می‌شود. اگر رابطه هیوئی با فیونا ضعیف باشد، هیوئی او را در یک مقطع حساس در بازی نجات نمی‌دهد و در نتیجه ریکاردو فیونا را اسیر و حامله می‌کند.

## توسعه و انتشار

طرح و انگارهٔ فیونا. منتقدان بعداً به طراحی او که بر ویژگی‌های جنسی تأکید شده، اشاره کردند.

کپ‌کام با دانستن اینکه می‌خواهد یک بازی ترسناک در ژانر بقا با یک شخصیت اصلی زن بسازد، توسعه را شروع کرد. آنها با اعتقاد به اینکه نقش اول بودن یک زن برای فروشندگان و بازیکنان بازی خبر خوبی نخواهد بود، یک سگ همراه اضافه کردند که می‌تواند به دشمنان حمله کند. پس از این تغییر، آن‌ها بیشتر روند بازی را حول عملکرد این نقش اضافه شده طراحی کردند. کارگردانی فیلم‌های این بازی بر عهده، نائوتو تاکناکا بازیگر و کارگردان ژاپنی بود. او مستقیماً بر اجرای موشن کپچر که برای همه شخصیت‌ها استفاده می‌شد نظارت داشت و بر اینکه اجرا دراماتیک باشد تأکید می‌کرد. او از فیلم‌های کمپانی یونیورسال کلاسیک مانند فرانکشتاین و دراکولای بلا لوگوسی الهام گرفت. تاکناکا نقش موشن کپچر برای ریکاردو را بازی کرد و بازیگران ژاپنی یاسو ساتو و جیرو ساتو به ترتیب برای نقش فیونا و دبیلیتس حضور پیدا کردند. به جای پخش فایل‌های صوتی، موسیقی هانتینگ گراند با استفاده از صداهای داخلی PS2 تولید شد. با این روش، آهنگ‌سازان به راحتی می‌توانستند ضرب آهنگ موسیقی را در حین روند بازی تغییر دهند.
کپ‌کام ابتدا هانتینگ گراند را با نام ژاپنی دمنتو در نمایشگاه بازی توکیو در سپتامبر ۲۰۰۴ معرفی کرد. این بازی در ۲۱ آوریل ۲۰۰۵ در ژاپن، و سپس در منطقه پال در ۲۹ آوریل و در آمریکای شمالی در ۱۰ مه منتشر شد.  منتقدان این بازی را به عنوان یک جانشین معنوی برای سری بازی برج ساعت توصیف کردند، اگرچه هرگز به‌طور رسمی با این عنوان شناخته نشده‌است.
در ژوئیه ۲۰۱۲، به نظر می‌رسید که هانتینگ گراند برای پلی‌استیشن ۳ مجدداً به‌عنوان یک بازی «پی‌اس۲ کلاسیک» منتشر شود، زیرا توسط ای‌اس‌آربی و سونی کامپیوتر اینترتینمنت به‌عنوان ناشر برای این کار در نظر گرفته شده‌بود. در آوریل ۲۰۱۵، بازی برای پلی استیشن ۳ از طریق فروشگاه پلی استیشن به‌طور انحصاری در ژاپن منتشر شد.

## بازخورد
| گردآورنده | امتیاز |
| --------- | ------ |
| متاکریتیک | ۶۷/۱۰۰ |

| ناشر                    | امتیاز  |
| ----------------------- | ------- |
| وان‌آپ.کام               | C+      |
| اج                      | ۷/۱۰    |
| الکترونیک گیمینگ مانثلی | ۶٫۱۷/۱۰ |
| یوروگیمر                | ۷/۱۰    |
| فامیتسو                 | ۳۱/۴۰   |
| جی۴                     | [ ۲۶ ]  |
| گیم اینفورمر            | ۴٫۷۵/۱۰ |
| گیم‌پرو                  | [ ۲۸ ]  |
| گیم رولیشن              | C−      |
| گیم‌اسپات                | ۷٫۲/۱۰  |
| گیم‌اسپای                | [ ۳۰ ]  |
| گیم‌زون                  | ۷/۱۰    |
| آی‌جی‌ان                  | ۷٫۷/۱۰  |

هانتینگ گراند با توجه به بررسی‌های متاکریتیک، نقدهای مختلفی را دریافت کرد. منتقدان به سرعت، آن را با سری برج ساعت، به ویژه با برج ساعت ۳ که در سال ۲۰۰۲ منتشر شده‌بود، مقایسه کردند. ویژگی‌های یک نقش اصلی بی‌دفاع، روند پنهان‌شدن و تعقیب و گریز بازی به شدت برگرفته از بازی‌های قبلی در این سبک هستند. برای برخی، همراهی سگ با قاعده گیم‌پلی جفت و جور بود و مورد استقبال قرار گرفت و «کریستِن رید» از یورو گیمز آن را به‌طور کامل با بازی ایکو مقایسه کرد؛ اما به نظر برخی دیگر، سگ و سایر ویژگی‌های گیم‌پلی تکراری هستند و گیم‌پلی بازی را ضعیف کرده‌اند. گرافیک، جلوه‌های سینمایی و اتمسفر بازی مورد ستایش بسیاری قرار گرفت. پرسنل وب‌سایت وان‌آپ.کام این محیط‌ها را به‌عنوان «پر جزئیات‌ترین محیط‌های سه‌بعدی کپ‌کام تاکنون» ستایش کردند. آسترید بودگور از مجله کیل اسکرین «چشم‌انداز روانی» هانتینگ گراند را با فیلم سوسپیریا (۱۹۷۷) اثر داریو آرجنتو مقایسه و به هیجان‌نمایی عجیب آن اشاره کرد. علیرغم نکات اشاره‌شده، منتقدان در نهایت احساس کردند که هانتینگ گراند بسیار قابل پیش‌بینی است و به شدت به کلیشه‌هایی که قبلاً در ژانر وحشت ایجاد شده‌ بود وابسته است.
برخی از منتقدان مضامین جنسی هانتینگ گراند را در مورد شیءانگاری جنسی فیونا به عنوان یکی از بهترین عناصر بازی برجسته کردند. جِرمی دانِم از آی‌جی‌ان اظهار نظر کرد که موفقیت هانتینگ گراند از این حاصل می‌شود که بازیکن احساس می‌کند، در معرض خطر است؛ او معتقد بود که داستان بازی به دلیل رفتارهای مزاحم و وسوسه‌آمیز تعقیب‌کنندگان فیونا جالب شده‌است. بودگور از کیل اسکرین همچنین گفت که انگیزه دشمنان برای کشتن فیونا یک استرس مداوم ایجاد می‌کند، زیرا ماهیت نامشخص این موضوع باعث سردرگمی آزاردهنده‌ای برای فیونا و بازیکن می‌شود. لی الکساندر از گیم‌ست‌واچ بیان کرد که «تحقیر هانتینگ گراند به دلیل شیء سازی بیش از حدش از زنان کار ساده ای است… این دقیقاً همان تمایلات جنسی مشمئز کننده‌ای است که دانیلا را ترسناک می‌کند و شرایط فیونا را به وضوح منزجر کننده نشان می‌دهد». الکساندر درون‌مایه چشم‌چرانی در بازی و نشان دادن فیونا را به عنوان یک «شیء خواستنی» ستود. او خاطرنشان می‌کند که «فیونا هم یک شیء جنسی است و هم یک قربانی… یک زن کوچک لطیف… به لطف جنسی‌سازی عمدی او در سراسر محیط بازی، هم بازیکن زن و هم مرد می‌توانند به صراحت بدجنس بودن ناخوشایند دشمنانش را همانند تهدیدی برای شخص خود احساس کنند». بودگور همچنین اضافه می‌کند که حذف‌شدن کنترل فیونا در نقاط حساس بازی، احساس «مورد سوءاستفاده قرار گرفتن، تجاوز جنسی و نداشتن استقلال بدنی» در ذهن او را نشان می‌دهد. الکساندر در نهایت اشاره می‌کند که هانتینگ گراند می‌تواند یک «تصویر کامل از چگونگی استفاده از تمایلات جنسی برای رسیدن به یک نتیجه خوب باشد».